# Štětičkovec camembertský
Štětičkovec camembertský (Penicillium camemberti, syn. Penicillium candidum) je druh vláknitých mikroskopických hub řazený mezi vřeckovýtrusné houby. Používá se při výrobě sýrů Camembert, Brie, Hermelínu, Langres, Coulommiers a Cambozola, na nichž tvoří kolonie štětičkovce camembertského tvrdou bílou krustu. Sýrům dodává jejich charakteristickou chuť, ořechovou a houbovou příchuť a krémový střed. Sýry typu Camembert a Brie pocházejí z Francie, ale rozšířily se do celého světa.
Napodobeninou sýru Camembert je český sýr Hermelín.

## Výskyt
Štětičkovec camembertstský byl poprvé popsán v roce 1906 Dr. Charlesem Thomem. Je považován za domestikovanou formu štětičkovce obecného. Houba se téměř výlučně vyskytuje buď na sýrech, nebo v prostředí sýrárny a zřídka se nachází mimo toto prostředí. Jedná se o obligátně aerobní mikroorganismus, proto roste pouze na povrchu sýru.

## Popis
Patří mezi vláknité houby, vlákna jsou septovaná a mnohojaderná, pravidelně větvená. Stěny hyf jsou charakterizovány značným podílem chitinu a glukanu, někdy i celulózy. Jednotlivé druhy se vzájemně liší obsahem minoritních sacharidů (manóza, galaktóza), proteinů a lipidů. Rozmnožuje se asexuálně, asexuální cyklus ústí ve tvorbu konidií.

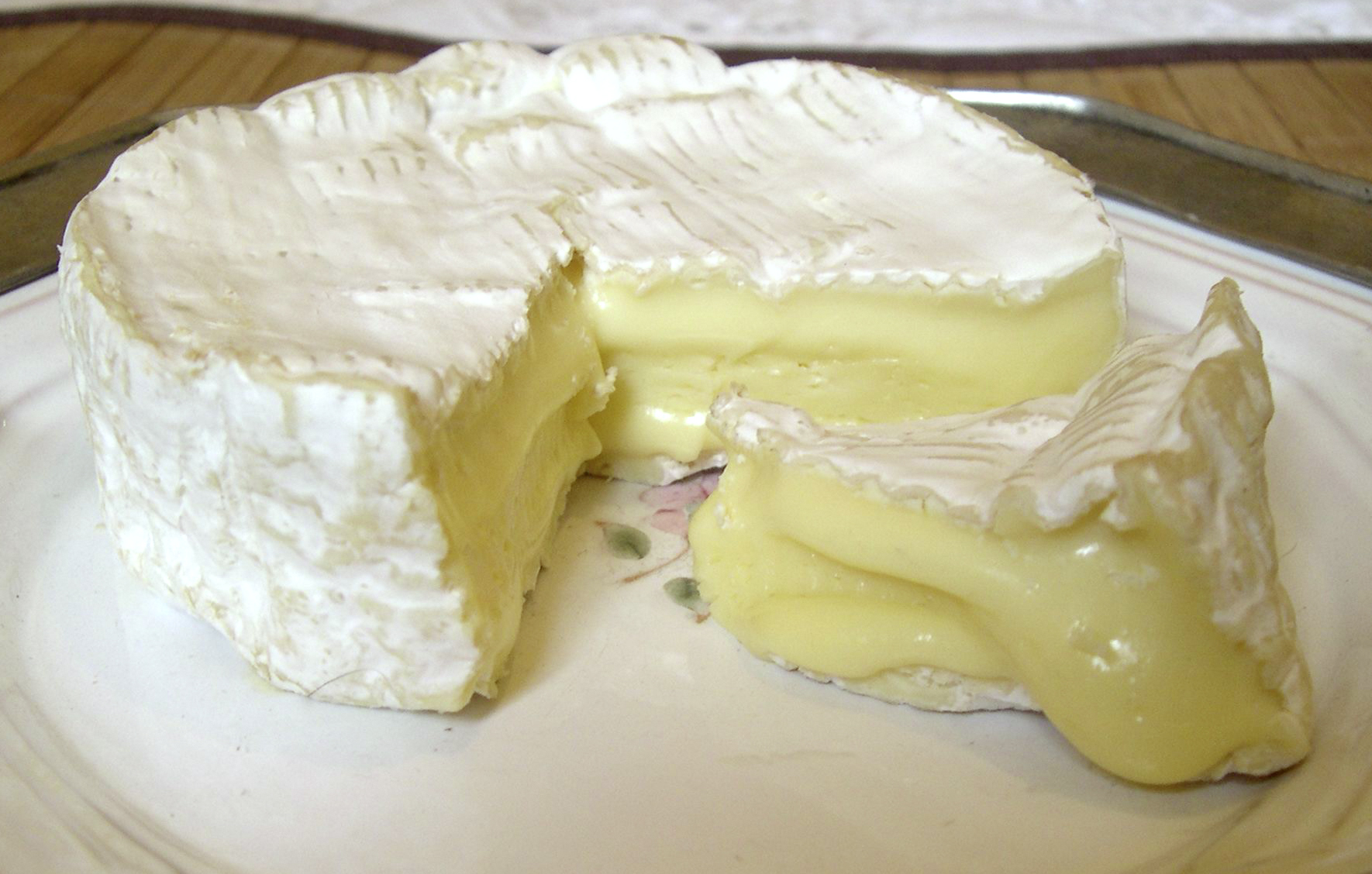
Sýr Camembert

## Toxické vlastnosti
V čistých kulturách mohou všechny známé kmeny štětičkovce camembertského produkovat mykotoxin kyselinu cyklopiazonovou (CPA). Podle toxikologických údajů a konzumních návyků neexistuje pro lidské zdraví žádné riziko, nicméně kultury používané k výrobě plísňových sýrů by měly mít nízkou toxikogenitu, takže je nutné vybírat slabě toxigenní kmeny nebo CPA-negativní mutanty.
Růst mycelia štětičkovce camembertského je možné sledovat pomocí technik PCR. Je to především důležité pro udržení toxicity na bezpečné úrovni a pro udržení potřebných sloučenin pro ochucení na žádoucí úrovni.

## Další využití
Některé plísně rodu štětičkovec je možné využít pro získání trvanlivých fermentovaných salámů a klobás. Plísně rodu štětičkovec jsou nejrozšířenější v masných a odvozených produktech, pravděpodobně proto, že mohou růst při nižších teplotách než jiné plísně běžně přítomné v těchto produktech.
Štětičkovec camembertský se podílí na proteolytických a lipolytických reakcích a na další transformaci výsledných volných aminokyselin a mastných kyselin na důležité chuťové a aromatické sloučeniny, jako je amoniak, methylketony, primární a sekundární alkoholy, estery, aldehydy, laktony a sloučeniny síry. Této vlastnosti bylo využito k aromatizaci fermentovaných klobás.